# Francesco Manfredini
Francesco Onofrio (Giovanni Romulo) Manfredini (auch als Francesco Maria Manfredini zitiert; * 22. Juni 1684 in Pistoia bei Florenz; † 6. Oktober 1762 ebenda) war ein italienischer Violinist und Komponist des Spätbarock. 

## Leben
Francesco Manfredini war der Sohn von Domenico, einem Posaunenbläser im Dom von Pistoia. Er erhielt vermutlich ersten Musikunterricht vom Kapellmeister seiner Heimatstadt Sebastiano Cherici (1647–1704). Schon sehr jung zog er nach Bologna, um dort als Chorknabe und Schüler in die berühmte Musikschule der Kathedrale San Petronio einzutreten. Seine Lehrer waren Giuseppe Torelli (Violine), Giacomo Antonio Perti (Kontrapunkt und Komposition) sowie Girolamo Nicolò Laurenti (1678–1751). 
Nach dieser Zeit hatte er eine Stelle als Violinist an der Kirche Santo Spirito in Ferrara, vermutlich bedingt durch die zeitweilige Auflösung der cappella musicale von San Petronio im Jahr 1696. Nach der Neuaufstellung der San-Petronio-Kapelle im Jahr 1703 erhielt Manfredini eine Stelle als Violinist (suonatore) und wurde Mitglied der angesehenen Accademia Filarmonica. 
Anlässlich eines Aufenthalts in Venedig im Jahre 1711 machte er Bekanntschaft mit dem Fürsten Antonio I. Grimaldi von Monaco, in dessen Dienste er für sechzehn Jahre als Kapellmeister trat. Dem Fürsten widmete er im Jahre 1718 seine Concerti op. 3. 
1727 zog Manfredini in seine Geburtsstadt Pistoia zurück, wo er bis zu seinem Tode maestro di cappella (Kapellmeister) an der Kathedrale San Filippo war.
Manfredini war mit Rosa degli Antonii verheiratet, das Paar hatte elf Kinder, von denen fünf in Monaco geboren wurden. Drei seiner Söhne wurden ebenfalls Musiker: der Violinist Antonio Manfredini, der Kastrat und Komponist Giuseppe Manfredini (der möglicherweise ab 1750 in London wirkte) sowie der Komponist Vincenzo Manfredini (* 1737; † 1799 in Sankt Petersburg).

## Werke
Manfredini komponierte als Kapellmeister in Pistoia zahlreiche Vokalwerke für den kirchlichen Gebrauch, die als Manuskripte vorhanden waren. Nach Streitigkeiten mit der Geistlichkeit wurde Manfredini angewiesen, seine Werke aus dem Notenschrank zu entfernen. So blieben von ihm lediglich die gedruckten Werke erhalten. Noch 1917 wurde erwähnt, dass die Musik zu den Oratorien erhalten sei, sie konnte bisher jedoch nicht gefunden werden.

### Instrumentalmusik

#### Gedruckte Werke
- Op. 1: 12 Concertini per Camera a Violini e Violoncello o Tiorba (Bologna, 1704)
- Triosonate in Corona di dodici fiori armonici (Bologna, 1706)
- Op. 2: 12 Sinfonie da Chiesa à due Violini, col Basso per l’Organo & una Viola a Beneplacito (Bologna, 1709; Amsterdam, 1711)
- Op. 3: 12 Concerti a due Violini, e Basso continuo obbligati, e due altri Violini, Viola, e Basso di Rinforzo ad Arbitrio (Bologna, 1718)
  - Nr. 12: Pastorale per il santissimo natale
- 6 Sonatas for two Violins and Violoncello with a through Bass for the Harpsichord (London, 1764)

#### Weitere Werke
- Concerto con una o due Trombe (1711), I-Bsp.
- Concerto a violino solo e orchestra
- Concerto, violino solo, 2 violini, viola, violoncello, hpd, GB-Mp.
- Concerto a 4 con Oboe e Violini
- mehrere Concerti für unterschiedliche Besetzungen

### Vokalmusik

#### Oratorien (Musik verschollen)
- San Filippo Neri trionfante nelle grotte di San Sebastiano di Roma, Libretto: Giambattista Neri (Bologna, 1719 und Pistoia, 1725)
- Tomaso Moro, G. B. Neri (Bologna, ca. 1720 und Pistoia, 1727)
- La profezia d’Eliseo nell’assedio di Samaria, G. B. Neri (Pistoia, 1725)
- Salomone, assicurato nel soglio, Libretto: D. Canavese (Pistoia, 1725)
- Discacciamento d’Adamo e d’Eva dal Paradiso terrestre (Pistoia, 1726)
- Il sacrifizio di Gefte, G. B. Neri (Pistoia, 1728)
- Il core umano combattuto da due amori, divino e profano, G. B. Neri (Pistoia, 1729)
- Golia ucciso da Davidde (Pistoia, 1734)

#### Kantaten
- geistliche Kantate (cantata sacra) Il doppio sacrifizio del Calvario (Pistoia, 1725)
- Ombrone festeggiante (Pistoia, 1728)

#### Sonstige
- Stabat Mater für 4 Stimmen und Violinen
- Messe (1754)
- Te Deum (1754)